# Martin Dragosits

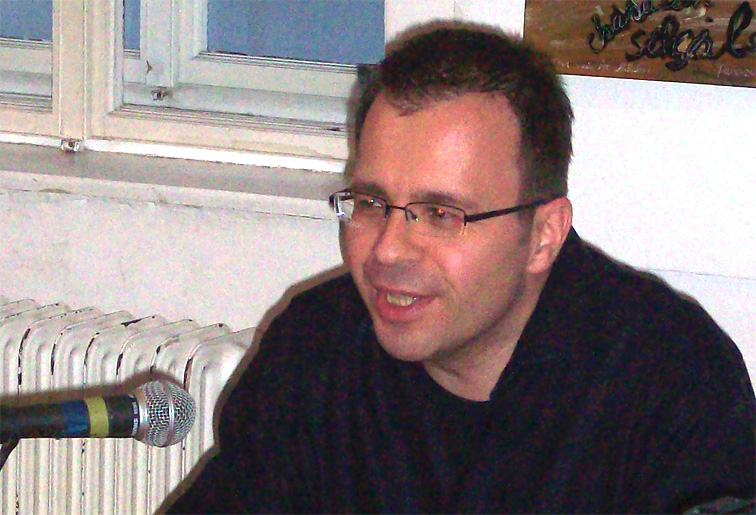
Martin Dragosits (2010)

Martin Dragosits (* 25. Februar 1965 in Wien) ist ein österreichischer Schriftsteller.

## Biografie
Martin Dragosits wurde in Wien geboren. Nach der kaufmännischen Matura (Handelsakademie) begann er im Informatikbereich zu arbeiten, zuerst als Software-Entwickler, später in leitenden Funktionen. Die ersten literarischen Veröffentlichungen erfolgten in den 1980er Jahren. Dragosits ist vorwiegend Autor von Lyrik. Er veröffentlichte in Literaturzeitschriften in Österreich, Deutschland und der Schweiz sowie in Anthologien. Weiters tritt er als Verfasser von Rezensionen in Erscheinung.
Er lebt und arbeitet in Wien. Martin Dragosits ist Mitglied der Grazer Autorinnen Autorenversammlung (GAV), des Österreichischen Schriftstellerverbandes und der IG Autorinnen Autoren.

## Werke

### Buchpublikationen
- Der Teufel hat den Blues verkauft, Lyrik, Arovell Verlag, Gosau 2007, ISBN 978-3-902547-44-6
- Der Himmel hat sich verspätet, Lyrik, Arovell Verlag, Gosau 2010, ISBN 978-3-902547-01-9

### Beiträge in Anthologien (Auswahl)
- pazifist, Lyrik, in: Unter der Wärme des Schnees – Neue Lyrik aus Österreich, Edition Umbruch, Mödling/Wien 1987, ISBN 978-3900602055
- Lichtspiele, Lyrik, in: Lass uns herzen!: 24 Stunden Poesie – Wettbewerb Liebe und Lyrik, Hrsg. Anton G. Leitner, München 2005, ISBN 978-3-8334-3941-4
- This is not a love song, Lyrik, in: best german underground lyriks 2005, Acheron Verlag, Leipzig 2006, ISBN 3-9810222-1-1
- Ableger, Lyrik, in: Leben und Tod, Lerato Verlag, Oschersleben 2006, ISBN 978-3-938882-08-5
- Hommage, Lyrik, in: Die Tyrannei von Feder und Flasche, Acheron Verlag, Leipzig 2006, ISBN 3-9810222-2-X
- Weltmeisterschaft und Gesetzeskonform, Lyrik, in: best german underground lyriks 2006, Acheron Verlag, Leipzig 2007, ISBN 978-3-9810222-4-7
- Die Wichtigen, Lyrik, in: Als wäre es gestern gewesen – Als könnte es morgen sein, Lerato Verlag, Oschersleben, Herausgeber: Fienhold/Meyer/Ganter, 2007, ISBN 978-3-938882-41-2
- Ergebnis, Lyrik, in: Wortbeben – Komische Gedichte, Hrsg. Jan-Eike Hornauer, Lerato Verlag, Oschersleben 2007, ISBN 978-3938882610
- Kopftuchverbot, Lyrik, in:, Fügungen und Schicksale – Geschichten und Gedichte aus dem Land, Österreichischer Agrarverlag, Wien 2008, ISBN 978-3-7040-2320-9
- Einmal, Lyrik, in: Trau.Schau.Frau – Frauen auf dem Lande, Österreichischer Agrarverlag, Wien 2009, ISBN 978-3-7040-2374-2